# Abadla
Abadla (arabisch العبادلة, Tifinagh-Schrift ⵄⴻⴱⴱⴰⴷⵢⴰ) ist eine Kommune in der Provinz Bechar im Westen von Algerien. Sie befindet sich in der nördlichen Sahara am rechten Ufer des Flusses Oued Guir, 90 km südwestlich von Bechar und 150 km nordwestlich von Béni Abbès. Der Ort, ein ehemaliger französischer Militärstützpunkt, wurde nach dem gleichnamigen Volksstamm benannt, die ein Teil des großen Nomadenstammes der Doui-Menia sind.

## Klima
Abadla hat ein Wüstenklima mit sehr heißen Sommern und kühlen Wintern sowie ganzjährig geringen Niederschlagsmengen. 

## Wirtschaft
Die Lage am Ufer des Oued Guir ermöglicht den Anbau von Getreide. Durch den Bau des Djorf-Torba-Dammes und neuer Kanäle, nördlich des Ortes, wurde die Bewässerung erleichtert. 

## Verkehr
Abadla war ab 1948 bis zur Betriebseinstellung 1967 die Endstation der Mittelmeer-Niger-Bahn. 
Der als Raketenstartplatz bekannt gewordene Ort Hammaguir liegt im Westen des kommunalen Territoriums.